# Eraso!
Eraso! – baskijski zespół rockowo-metalowy, założony w 1996 roku, w prowincji Gipuzkoa.

## Członkowie
- Sergio (śpiew, gitara)
- Nestor (gitara)
- Ander (gitara basowa)
- Iñigo (bębny)

## Dyskografia
- Erantzunik gabe (Mil A Gritos, 1999)
- Oraina eta geroa (Mil A Gritos, 2001)
- Grisez bustitako egunak (Metak, 2003)
- Kontra (Metak, 2005)